# Денис Ндукве
Денис Обієзе Ндукве (нар. 28 лютого 2000, Харків, Україна) — український футболіст, півзахисник клубу «Верес».

## Життєпис
Вихованець харківського футболу. Починав займатися спортом у харківській ДЮСШ № 1, перший тренер — Валерій Володимирович Шаповалов. У ДЮФЛУ та юнацьких чемпіонатах Харківської області виступав за ХТЗ-2 (Харків), «Металург» (Донецьк), «Арсенал» та «Арсенал-2» (обидва — Харків), КДЮСШ-7 (Харків), «Арену» (Харків) та «Авангард» (Харків). Загалом у ДЮФЛУ зіграв 74 матчі, в яких відзначився 32-ма голами.
У дорослому футболі дебютував у ФК «Зміїв», який виступав в чемпіонаті Харківської області. В обласному чемпіонаті грав також за харківську «Арену» та фарм-клуби «Металіста 1925» — «Металіст Юніор» та «Авангард» (Харків). Разом з «Авангардом» виграв срібні медалі чемпіонату та кубок Харківської області. Окрім цього, у 2020 році також виступав за Міжнародну футбольну академію Міжнародного союзу молоді (Прага, Чехія).
Наприкінці серпня 2020 року перейшов у «Металіст 1925». Дебютував у футболці харківського клубу 5 вересня 2020 року в нічийному (1:1) домашньому поєдинку 1-го туру Першої ліги проти тернопільської «Ниви». Денис вийшов на поле на 63-ій хвилині, замінивши Максима Єрмоленка. Всього в сезоні 2020/21 провів за «жовто-синіх» 5 матчів (4 — в чемпіонаті та 1 — у Кубку України).
22 липня 2021 року став гравцем ФК «Краматорськ» на умовах оренди з «Металіста 1925». У першій частині сезону 2021/22 провів за краматорську команду в Першій лізі 12 матчів (1 гол, 2 гольові передачі), після чого повернувся до «Металіста 1925».

## Досягнення
«Металіст 1925»:
 Бронзовий призер Першої ліги України: 2020/21
 «Чайка»:
 Бронзовий призер Другої ліги України: 2022/23
 «Звягель»:
 Бронзовий призер Другої ліги України: 2023/24
 «Полісся»:
 Півфіналіст Кубку України: 2023/24